# Rick Jaffa e Amanda Silver
Rick Jaffa e Amanda Silver são uma dupla de roteiristas e produtores de cinema estadunidenses. Os dois, além de serem uma dupla no trabalho, também são casados.
Eles são mais conhecidos por terem escrito e co-produzido em 2011 o filme Planeta dos Macacos: A Origem, um reboot da franquia de 1968 de Planeta dos Macacos. Por este filme, eles foram foram nomeados para o Saturn Award de melhor roteiro.
Os dois serão co-autores em dois próximos filmes: a sequência de Planeta dos Macacos: A Origem — Dawn of the Planet of the Apes — e Jurassic World — o quarto filme da franquia Jurassic Park.
Silver é irmã do ator Michael B. Silver e neta do roteirista e produtor de cinema vencedor do Academy Award, Sidney Buchman.

## Filmografia

### Como roteiristas
- A Mão que Balança o Berço (1992, somente Silver)
- Fallen Angels: episódio "Murder, Obliquely" (1993, somente Silver)
- Eye for an Eye (1996)
- The Relic (1997)
- Planeta dos Macacos: A Origem (2011)
- Dawn of the Planet of the Apes (2014)
- Jurassic World (2015)
- Planeta dos Macacos: A Guerra (2017)
- Avatar 2 (2022)

### Como produtores
- A Mão que Balança o Berço (1992, somente Jaffa, produtor executivo)
- Love Shack (2010)
- Planeta dos Macacos: A Origem (2011)